# 1122
El 1122 (MCXXII) fou un any comú de l'edat mitjana començat en diumenge.

## Esdeveniments
- Worms (Alemanya) - El Concordat de Worms dona fi a la guerra entre el papa i l'emperador (guerra de les investidures)
- Creació de la Confraria de Belchite[1]
- Atac musulmà contra Sicília[2]
- Batalla de Bèroe
- Fi de l'emirat de Tblisi
- Pere el Venerable elegit abat
- Abelard escriu Sic et non

## Naixements
- Elionor d'Aquitània
- Frederic I del Sacre Imperi Romanogermànic

## Necrològiques
- Pons de Melguei, abat de Cluny
- Ot d'Urgell, sant